# Invisible Hand
De Invisible Hand is een fictief ruimteschip uit de Star Warsfilmserie.
De Invisible Hand was een Providence-class carrier/destroyer en het vlaggenschip van Generaal Grievous tijdens de Slag om Coruscant.
Het schip was 1088 meter lang. Het pantser van de Invisible Hand was dikker dan de andere schepen uit de vloot van de Confederacy of Independent Systems (Engels:Confederate Navy). De Invisible Hand had een enorme hangar waarin de Battledroids en vaartuigen zoals de Armored Assault Tanks en Multi Troop Transports geplaatst konden worden. Deze hangar kon volledig worden afgesloten wanneer er gevaar dreigde.
Oorspronkelijk was dit schip gebouwd voor onderkoning Nute Gunray, maar hij moest het schip overhandigen aan Grievous.

## In de films
De Invisible Hand komt voor in Star Wars: Episode III: Revenge of the Sith.
Grievous had senator Palpatine ontvoerd. Anakin en Obi-Wan kregen de opdracht om Palpatine te redden. Samen vlogen ze in de hangar van de Invisible Hand en snelden naar Palpatine. Hier begon het duel tegen Graaf Dooku. Graaf Dooku overleefde dit niet. Hierna werd het trio met R2-D2 gevangengenomen en naar de brug gebracht. Hier begon het gevecht tussen Anakin, Obi en Grievous' IG-100 MagnaGuards. Nadat de MagnaGuards verslagen waren wist Grievous dat hij dit gevecht niet kon winnen. Hij besloot om een gat in de ruit te slaan, waardoor hij in de ruimte werd gezogen. Met een werphaak kon hij het schip weer in komen en ontsnapte in een escape pod.
De Invisible Hand was ondertussen stuurloos geworden en stortte in de richting van Coruscant neer. Bij het binnengaan van de atmosfeer brak het schip in tweeën. Uiteindelijk lukte het Anakin om veilig te landen.